# Victoriaville
Victoriaville is een stad (ville) in de Canadese provincie Québec en telt 40.486 inwoners (2006).

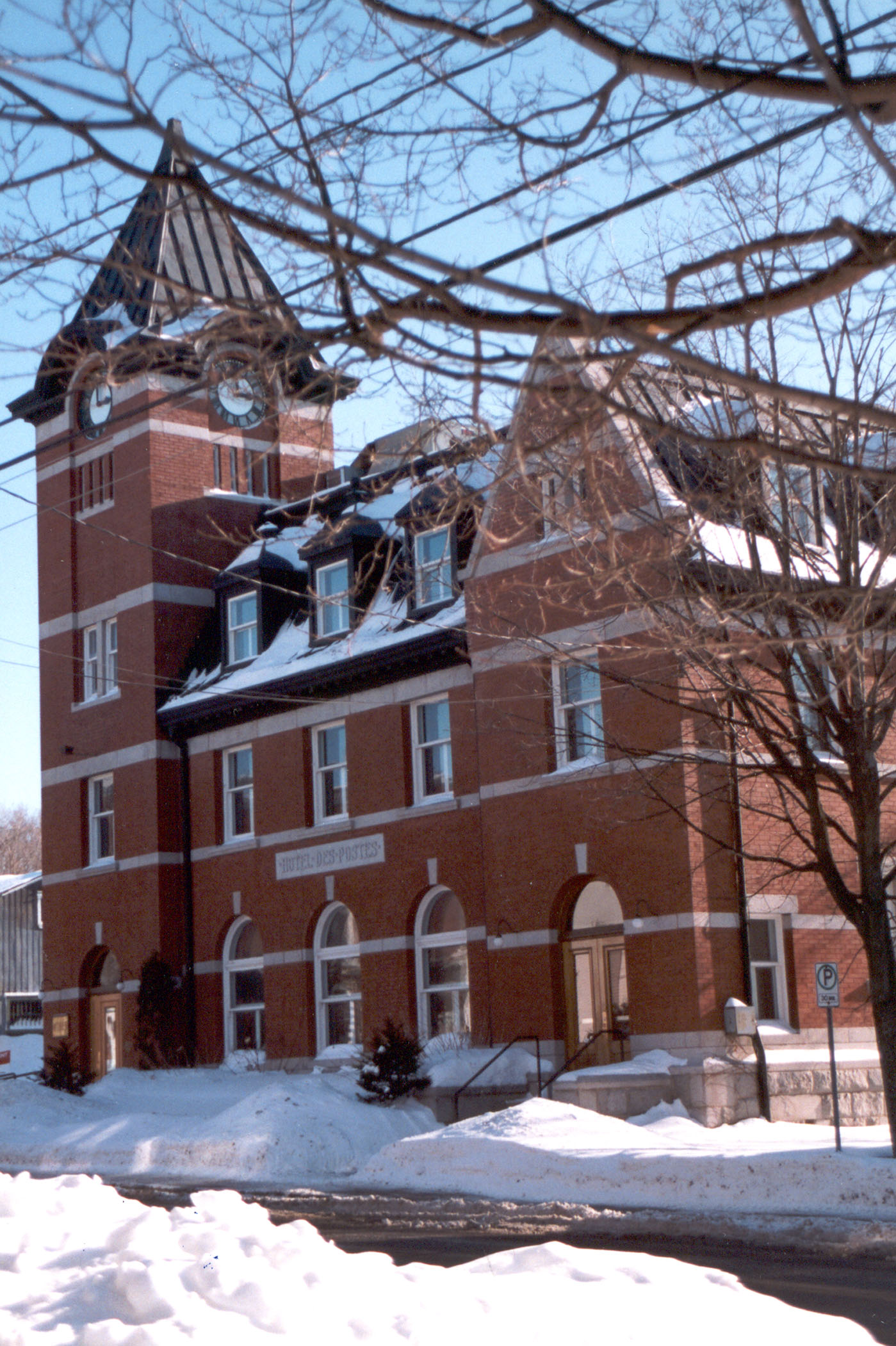
Hotel